# Hengsterholz
Hengsterholz ist der südlichste Ortsteil der Gemeinde Ganderkesee im niedersächsischen Landkreis Oldenburg. Hierzu gehören auch Einzelgehöfte in Brink, Hestern, Heidloge, Neustadt und Riehe.

## Geografie und Verkehrsanbindung
Die Bauerschaft liegt etwa 6,5 km südlich von Ganderkesee. Inmitten der Bauerschaft liegt eine 12 Hektar große Enklave, die zur Gemeinde Prinzhöfte gehört. Über die angrenzende Bundesstraße 213 sind die Nachbarstädte Delmenhorst und Wildeshausen schnell zu erreichen, ebenso wie die Autobahnen A 1 und A 28.

## Geschichte
Hengsterholz wird erstmals 1213 als Langenhenstede erwähnt, 1464 als Hensteder Holte. 1815 gibt es im Ort (mit Hestern) 41 Feuerstellen und 268 Einwohner. Von 1658 bis 1972 bestand hier eine Schule. Im 16./17. Jahrhundert erstreckten sich nördlich und westlich große Heideflächen, die als Schafweiden dienten. Der alte Bassumer Weg von Hatten kommend Richtung Harpstedt überquerte hier die Flämische Straße, die heutige B 213.

## Kultur
Seit 1921 gibt es den Turn- und Sportverein Hengsterholz – Havekost, dessen Halle und Sportplatz zwischen beiden Ortschaften liegen. In einem Waldstück am Bassumer Heerweg befindet sich seit 1975 der Erholungspark Hengsterholz.